# Chien Chen-hsin
Chien Chen-hsin (chinesisch 簡晨昕; * 9. Juni 2000) ist eine taiwanische Leichtathletin, die sich auf das Kugelstoßen spezialisiert hat.

## Sportliche Laufbahn
Erste internationale Erfahrungen sammelte Chien Chen-hsin im Jahr 2023, als sie bei den Asienmeisterschaften in Bangkok mit einer Weite von 16,40 m den fünften Platz belegte. Ende September gelangte sie bei den Asienspielen in Hangzhou mit 16,61 m auf Rang vier. 2025 schied sie bei den World University Games in Bochum mit 14,32 m in der Qualifikationsrunde aus.
2022 wurde Chien taiwanische Meisterin im Kugelstoßen.